# GARNET CRADLE
『GARNET CRADLE』（ガーネット・クレイドル）は、2009年5月1日に女性向け一般乙女ゲームブランド「SPICA」より発売されたMicrosoft Windows専用ゲームソフト。「SPICA」のデビュー作であった。原画は雲屋ゆきおが担当する。および、それを原作にした漫画、ドラマCDがそれぞれ発売された。
2010年2月5日より発売されたファンディスク『GARNET CRADLE Sugary Sparkle』（ガーネット・クレイドル シュガリー・スパークル）と2011年4月7日にアイディアファクトリーの「オトメイト」より発売されたPlayStation Portable専用ゲームソフト『GARNET CRADLE Portable 〜鍵の姫巫女〜』（ガーネット・クレイドル ポータブル かぎのひめみこ）についても、本項で併せて記述する。

## 登場人物

### メインキャラクター
天橋美紅（あまはし みく）
声 - なし
サーリヤ
声 - 立花慎之介
勅使川原透矢（てしがわら とうや） / トーヤ
声 - 近藤隆
白土楓（しらと そう） / ナスル
声 - 寺島拓篤
西蓮寺理人（さいれんじ りひと） / リヒト
声 - 柿原徹也
櫻沢輝一郎（さくらざわ きいちろう） / キイチ
声 - 平川大輔

### その他
迦神（かがみ） / イブリース
声 - 古澤徹
白土椿（しらと つばき） / サクル
声 - 結本ミチル
野々瀬実咲（ののせ みさき）
声 - 松元恵
絵麻（えま） / エマ
声 - 田中涼子
ファラーシャ
声 - 松元恵
天橋鞠子（あまはし まりこ）
声 - 田中涼子
サラヤーン
声 - 松元恵
遥花（はるか）
声 - 氷青
森の魔導士
声 - 保村真

## スタッフ
- プロデューサー：CARNELIAN
- ディレクター：片桐由摩
- シナリオ：高梨瑠花、片桐由摩
- 原画：雲屋ゆきお
- 音楽：Elements Garden

## 主題歌
オープニングテーマ「ガーネット・クレイドル」
歌：長瀬弘樹
作詞：片桐由摩 - 作曲・編曲：藤田淳平（Elements Garden）
エンディングテーマ「微睡む月の夜のアリア」
歌：サーリヤ（立花慎之介）
作詞：片桐由摩 - 作曲・編曲：藤間仁（Elements Garden）

## 漫画版
- 『ガーネット・クレイドル 〜月光のアリア〜』全3巻
  - 第1巻（2010年12月11日発売） ISBN 978-4-7973-6298-5
  - 第2巻（2011年4月12日発売） ISBN 978-4-7973-6429-3
  - 第3巻（2011年11月30日発売） ISBN 978-4-7973-6783-6
    - 漫画：雲屋ゆきお
    - 原作：SPICA
    - 出版社：ソフトバンククリエイティブ（フレックスコミックス フレア）

## ドラマCD
- 『GARNET CRADLE ドラマCD Precious Holidays!!』（SPICA、2010年8月26日発売） SPICA-005